# Franciscus-Josephus De Gronckel
Franciscus-Josephus De Gronckel (Sint-Kwintens-Lennik, 6 maart 1816 – Brussel, 3 maart 1871) was een Belgisch advocaat, auteur van juridische en folkloristische geschriften en politicus.

## Leven en werk
Franciscus-Josephus De Gronckel werd geboren op 6 maart 1816 in Sint-Kwintens-Lennik waar zijn vader, afkomstig van Bonheiden, zich in 1808, onder het Frans bewind, gevestigd had als "officier de santé (geneesmeester) met zijn moeder, Maria-Theresa Nerinckx uit Ninove. Het gezin telde negen kinderen, waaronder een jongere broer Vital Jean en zijn jongere zus Justine Petronille, die in 1847 zou huwen met de filosofieprofessor Frederic Schliephake.
Franciscus-Josephus De Gronckel volgde middelbaar onderwijs in Diest en Edingen.
Zijn verdere opleiding bestond uit een korte 'smaakproef' voor een opleiding geneeskunde in het Sint-Janshospitaal te Brussel, gevolgd door een inschrijving als rechtenstudent in Luik. Maar toen de Université Libre de Belgique (later 'de Bruxelles') in november 1834 werd opgericht schreef hij zich daar in als rechtenstudent. Reeds als student zou hij zich manifesteren als een zeer patriottisch ingestelde studentenvertegenwoordiger in politieke kwesties. Hij werd lid van het comité polonais, geleid door Alexandre Gendebien, en organiseerde van daar uit de jaarlijkse herdenkingen van de Poolse opstand op 29 november. Die steun zou hij ook nog blijven geven nadat hij was afgestudeerd. Eenzelfde patriottische ingesteldheid vertoonde hij in zijn anti-Orangistische strijd. Hij ging zelfs zo ver de studenten te mobiliseren om klaar te zijn voor de gewapende strijd tegen de aanspraken van Willem I op delen van het Belgisch grondgebied (deel van Limburg en Luxemburg) tijdens de bespreking van de modaliteiten van de Belgische onafhankelijkheid door de grootmachten. Tientallen kranten uit die tijd rapporteren over zijn oproepen en mobilisatieplannen.

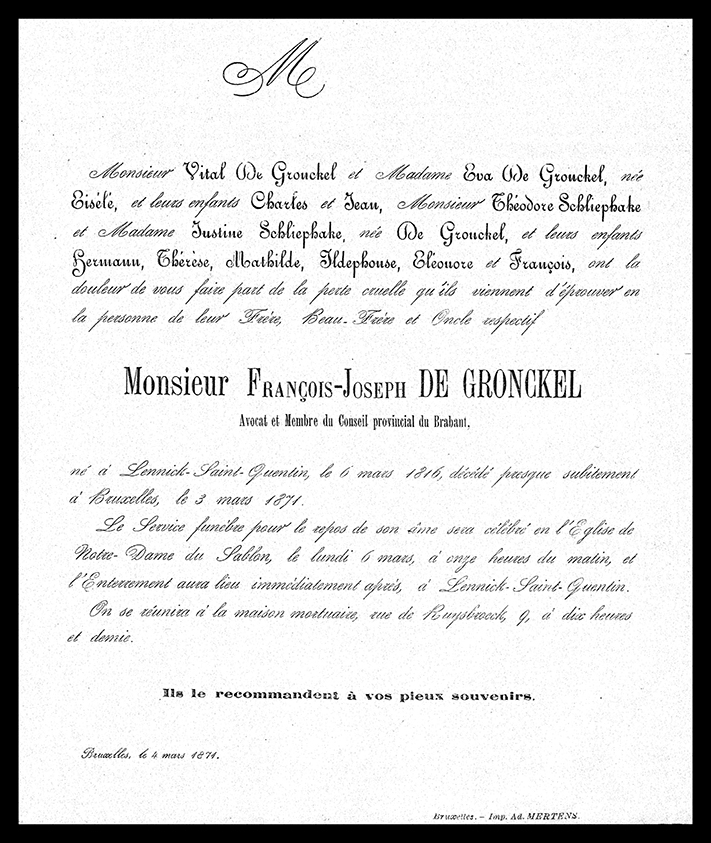
Doodsbrief van F.J. De Gronckel (1816-1871)
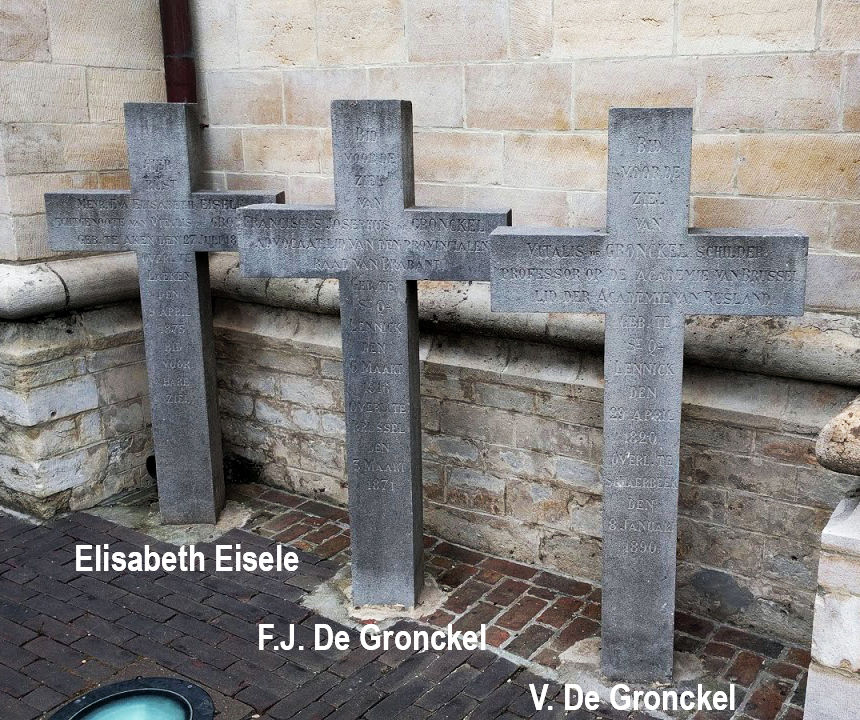
Graven van F.J. De Gronckel zijn broer Vital De Gronckel en diens echtgenote Elisabeth Eisele.

Franciscus-Josephus werd in 1840 advocaat te Brussel en vanaf 1843 provincieraadslid van Brabant (provincie). Als advocaat werkte hij veel samen met zijn stagiair Max Veydt, die later ook in de provincieraad zou zetelen nadat hij de balie had verlaten om zich geheel aan zijn poëtische roeping te wijden. Zijn kantoor was eerst gevestigd aan de Karmelietenstraat 13 te Brussel, om later overgebracht te worden naar de Ruisbroekstraat nr. 9 (waar ook zijn broer Vital een tijdje was gehuisvest). Een portret van Franciscus-Josephus in advocatentoga dat in 1857 werd geschilderd door zijn broer Vital werd op initiatief van de culturele kring Andreas Masius uit Lennik aangekocht door de gemeente Lennik. Het werk was jarenlang in familiebezit gebleven. Het werd na een grondige restauratie, opgehangen in het gemeentehuis (waarvan de bouw medegefinancierd was door Franciscus-Josephus). Een tweede schilderij van Franciscus-Josephus, ditmaal op jongere leeftijd, werd in 2019 aangekocht door deze kring.
Franciscus-Josephus werd op 28 februari 1871 getroffen door een beroerte terwijl hij aan het pleiten was voor de rechtbank van koophandel. Hij werd begraven te Sint-Kwintens-Lennik. Later werd naast hem ook zijn broer Vital begraven, die in 1890 is overleden en ook diens vrouw die in 1875 is overleden. De naamkruisen werden bewaard aan de zijgevel van de kerk.
Algemeen wordt aangenomen dat hij als eerste over het Payottenland publiceerde en daarom wordt hij als "uitvinder" van deze streeknaam aangezien evenals van de benaming "Payot/Pajot" voor zijn inwoners.

## 't Payottenland

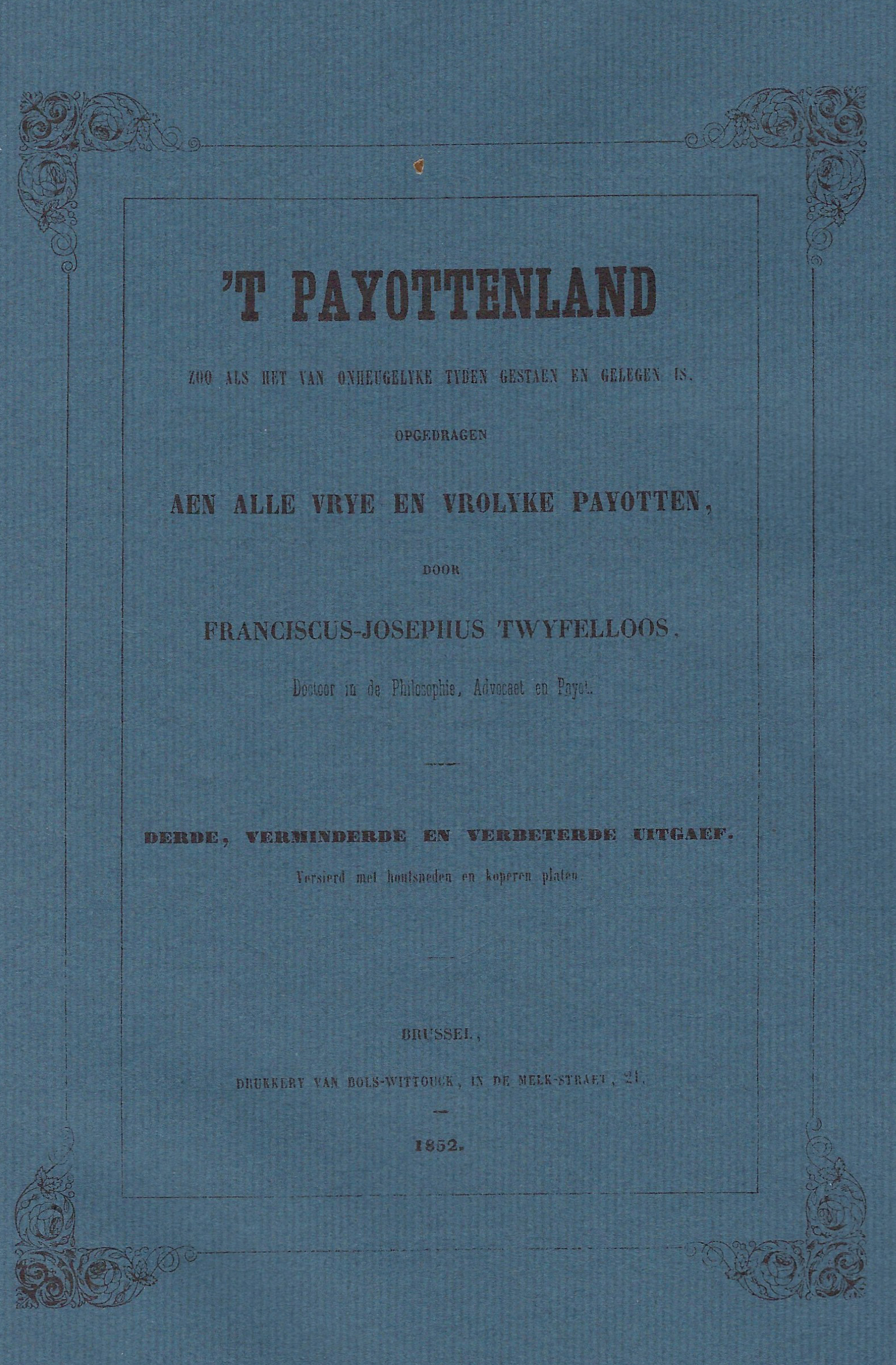
Titelblad van het boek 'T PAYOTTENLAND van Franciscus-Josephus Twyfelloos (pseudoniem van Frans Jozef de Gronckel) uitgave 1852-Brussel

Franciscus-Josephus De Gronckel heeft als eerste een boek geschreven over zijn streekgenoten uit Lennik en omgeving, waarbij hij als naam voor de streekgenoten 'payotten' bedacht, en voor zijn streek het 'payottenland'. Over zijn bedoelingen daarbij, over de oorsprong van deze naam en over de geschiedkundige toelichting die deze auteur heeft gegeven is al veel geschreven, maar zekerheid zullen we daarover allicht nooit hebben. Feit is wel dat de streeknaam snel opgang heeft gemaakt, mede door het toedoen van Pol de Mont, geboren in Wambeek in het Payottenland, en grote fan van die streeknaam. Vooral als geografische omschrijving is hij veel gebruikt, eerst vooral in de volkskunde, en later als toeristische streek, en nu algemeen als streekbenaming, maar met de 'y' omgevormd tot 'j' (Pajottenland).
Het begon met een feuilleton in de krant Den Vaderlander (8 november 1845 tot 16 januari 1846). Daarop volgde, ook in 1846, een tekstueel identieke versie als een soort eerste editie onder boekvorm. In 1852 volgde dan een tweede geheel aangepast ('verminderde') editie die de auteur bestempelde als een derde editie.
Op de geschiedkundige toelichting in deze boeken is veel kritiek geleverd, maar onterecht in zoverre men aanneemt dat De Gronckel helemaal geen ernstige geschiedschrijving wilde publiceren, maar op een luchtige manier wilde schrijven over zijn wat vergeten streek. Daarbij schreef hij het patriottisme dat hij zelf zo sterk had gemanifesteerd, ook toe aan zijn streekgenoten. Opmerkelijk en aansluitend bij deze insteek is dat De Gronckel schreef over het 'Payottenland' onder het pseudoniem Franciscus-Josephus Twyfelloos.

## Nalatenschap
De figuur van F.J. De Gronckel is zo inspirerend dat er vanaf 2016 - de tweehonderdste 'verjaardag' van de man - een bierenreeks naar hem is genoemd ('Gronckelbier') en een toneelstuk met verfilming is gemaakt van zijn leven in Lennik. Hier is ook een straat naar de voorname burger genoemd. De belleman van de gemeente, sinds 2007, is er "Gronckelman" gedoopt, en draagt een advocatentoga als verwijzing naar F.J. De Gronckel.
In 2019 schreef volkszanger Walter Evenepoel (van de groep Arjaun) een lied over De Gronckel, op vraag van de Lennikse historische Masiuskring. Dit gebeurde naar aanleiding van de voorstelling van het nieuw verworven schilderij van de jonge advocaat De Gronckel. 
Het Pajottenland werd de naam van onder andere een streekblad, een organisatie voor streekontwikkeling, regionaal landschap, toeristische initiatieven en een politiezone.

## Andere literatuur van zijn hand
Franciscus-Josephus heeft ook een hele reeks juridische geschriften en politieke betogen gepubliceerd. Meestal gaat het om wat uitgebreide brochures:
- Encore la senne: vérités élémentaires sur ce qu'on appelle l'assainissement et l'embellissement du bas de la ville, 1865
- Le capital et le revenu. Bases de l'impôt dans les communes rurales de Belgique, 1851
- Deux lettres sur les legs de 100.000 francs fait par M. P.T. Verhaegen à la ville de Bruxelles, 1863
- Bruxelles et ses faubourgs. Etat de la question, 1853
- Dissertation sur la condition si non nupserit des Romains, mise en rapport avec deux testaments passées à Okegem en Flandre, 1861